# عريف الحفل
عريف الحفل (بالإنجليزية: toastmaster) هو مصطلح عام، سائد في الولايات المتحدة في منتصف القرن العشرين، يشير إلى الشخص المسؤول عن ترتيبات أنشطة الخطابة العامة. عريف الحفل عادةً هو المسؤول عن تنظيم الحدث، تنسيق المتحدثين، تقديم متحدث أو أكثر أثناء الحدث، والحفاظ على استمرارية الحدث. هذه الاجتماعات عادة ما تتضمن اجتماعات مدنية، اجتماعات مجلس الخدمات البلدية، الولائم المختلفة. في العديد من الاجتماعات، يقوم عريف الحفل بتقديم الجمهور من خلف منصة أو في وسط المسرح. في الأحداث الترفيهية المسرحية، خاصةً الأحداث التي يتم بثها على التلفاز، يأخذ عريف الحفل دور رئيس التشريفات ويقدم الأعمال الترفيهية. انخفض استخدام المصطلح بدرجة كبيرة وقد كان أكثر الأشخاص المشهورين بهذا الدور هو (جورج جيسيل) الذي لقب ب «عريف الحفل العام في الولايات المتحدة» (كمحاكاة ساخرة لـ مدير مكتب البريد العام في الولايات المتحدة).
في العديد من المنظمات والمؤسسات الخدمية يكون لعريف الحفل دور ثابت، لكنه يكون متبادلًا بين الأعضاء. عريف الحفل له دور كبير في عدم جعل الحدث ممل، وقد نشأت العديد من الدورات في منتصف القرن لمساعدة رجال الأعمال والقياديين الآخرين للتغلب على رهبة المسرح. الذي يرغب في أن يصبح عريف لحفل ينصح باستخدام القليل من الفكاهة، وأن يكون لديه بعض الحكايات والمواقف الساخرة وأن يمكنه استرجاعها بسهولة. منظمة التوستماسترز العالمية هي منظمة تعنى بمساعدة الناس على التحدث أمام الجمهور وأداء دور عريف الحفل.[بحاجة لمصدر]
لما كان لمنصب عريف الحفل من أهمية كبيرة في إدارة الحفلات، فقد كان لابد له من الحصول على كأس خاص، ويسمى: كأس عريف الحفل (بالإنجليزية: toastmaster's glass)، وعلى الرغم من أنه بنفس شكل وحجم بقية الكؤوس في الحفل، إلا أنه في الحقيقة غير مجوف ولا يمكنك وضع شيء بداخله. العديد من الكؤوس تعرض الآن في متحف فيكتوريال آند آلبرت في لندن.
عريف الحفل الشهير: وليام نايتسميث قام بتقديم المعطف الأحمر الذي اشهره أمام الجمهور. هو أيضا كان المعلن عن أولمبياد ألعاب 1908 في لندن.